# Markíza
ТВ Маркиза (слч. TV Markíza) je словачка телевизија која је са емитовањем почела августа 1996. Седиште телевизије је у братиславској четврти Захорска Бистрица, а генерални директор од 25. септембра 2013 је Матијас Сетел. Власник телевизије је конзорцијум "CME" (енгл. Central European Media Enterprises). Маркиза емитује програм 24 сата дневно, а гледаност телевизије је 86%.

## Емисије
- 112
- 4 венчања
- И паметан згреши
- Без салвете
- Чехословачка Суперстар
- Данас
- Хурикан
- Лампарница
- Плес са звездама
- Милионер
- Плаво с неба
- На крову
- На тело
- Паљба
- Банда
- Рефлекс
- Време
- Седам с.р.о
- Павлакица
- Телејутро
- Телевизијске новине
- Фарма
- Мастершеф

## Серије

### Словачке
- Међу нама
- Ординација у ружичастом врту
- Комшилук
- Другарице
- Да, љубимче!
- У име закона
- Зита на грлу
- Други дах
- Врућа крв
- Бурно вино
- Секеровци

### Стране
- Чари
- Кобра 11
- Доктор Хаус
- Инспектор Рекс
- Седмо небо
- Два и по мушкарца
- H2O: Само додај воду
- Инвазија
- Злочини из прошлости
- Манк
- Зодијак
- Хероји
- Пријатељи
- Корак по корак
- Брачне воде
- Досије икс
- Гилморове
- Вампирски дневници
- Смолвил
- Штребери